# Яцишин Михайло Михайлович
Ми́хайло Ми́хайлович Яци́шин (нар. 3 листопада 1968, м. Броди) — український юрист, доктор юридичних наук, проректор з наукової роботи, завідувач кафедри теорії та історії держави і права, професор Східноєвропейського національного університету імені Лесі Українки. Заслужений діяч науки і техніки України (2018)

## Біографія
Яцишин Михайло Михайлович народився 3 листопада 1968 р. у м. Броди на Львівщині
1993 р. з відзнакою закінчив Луцький державний педагогічний інститут ім. Лесі Українки за спеціальністю «Історія, вчитель історії, права та курсу „Людина і суспільство“».  По закінченню вишу, залишився на кафедрі всесвітньої історії, де у 1993–1994 рр. працював лаборантом, згодом асистентом на кафедрі історії світових цивілізацій, у 1997–2000 рр. — старшим викладачем кафедри історії світових цивілізацій. У 1998–2000 рр. — іменний стипендіат Кабінету Міністрів України для молодих вчених. У 2000-2006 рр. — доцент кафедри теорії, історії держави і права та конституційного права, а у 2006–2011 рр. — доцент кафедри теорії та історії держави і права Волинського державного університету ім. Лесі Українки (нині — Східноєвропейський національний університет імені Лесі Українки). Від 2011 р. й понині. — професор, завідувач кафедри теорії та історії держави і права. Крім того, у 2013-2015 рр. обіймав посаду проректора з наукової роботи. 

## Наукові праці
- Яцишин М. Українсько-німецькі культурні зв'язки кінця 80-х — 90-ті роки XX століття: монографія. — Луцьк : Вежа, 1999. — 204 с. — ISBN 5-7763-8553-9..

## Нагороди, звання
За весь час перебування Михайла Яцишина на педагогічній ниві, він був нагороджений:
- 1997 р. — грамотою Управління освіти Волинської обласної державної адміністрації;
- 1999 р. — почесними грамотами Управління освіти Луцького міськвиконкому;
- 2000 р. — грамотою Міністерства освіти України;
- 2001 р. — рішенням Атестаційної колегії Міністерства освіти і науки України присвоєно вчене звання доцента кафедри теорії, історії держави і права та конституційного права;
- 2008 р. — грамотою ректорату профспілкового комітету Волинського національного університету ім. Лесі Українки;
- 2010 р. — грамотою Міністерства освіти і науки України, а також Суверенним Християнським Лицарським орденом Святого Артистратига Михаїла;
- 2011 р. — Почесною відзнакою Київського національного університету внутрішніх справ ІІІ ступеня;
- 2012 р. — рішенням Атестаційної колегії Міністерства освіти і науки, молоді та спорту України присвоєно вчене звання професора кафедри теорії та історії держави і права
- 2013 р. — золотим нагрудним знаком Східноєвропейського національного університету ім. Лесі Українки;
- 2014 р. — нагрудним знаком Міністерства освіти і науки України «Відмінник освіти», пам'ятною медаллю «100 років від дня народження академіка П.П. Михайленка» Всеукраїнської громадської організації «Спілка ветеранів та працівників силових структур України»;
- 2015 р. — медаллю «За значний внесок у поширення ідеї єдності Європи».

## Джерело
- СНУ ім. Лесі Українки: Яцишин Михайло Михайлович [Архівовано 2 грудня 2013 у Wayback Machine.]